# Adriana Melo
Pour les articles homonymes, voir Melo (homonymie).
Adriana Melo est une dessinatrice de comics brésilienne.

## Œuvre

### Publications en français
- Catwoman, Urban Comics, collection DC Renaissance

2. La Maison de poupées, scénario de Judd Winick et Ann Nocenti, dessins de Guillem March et Adriana Melo, 2013  (ISBN 978-2-365-77203-7)
- Star Wars - La Saga en BD, Delcourt, collection Delcourt Comics

Numéro 38, scénario de Randy Stradley, Scott Williams, Tom Taylor et Rich Hedden, dessins de Rick Leonardi, Adriana Melo, Chris Scalf et Francisco Ruíz Velasco, 2012
- Star Wars - Clone Wars, Delcourt, collection Contrebande

7. Les cuirassés de Rendili, scénario de Henry Gilroy, John Ostrander, Milton Freewater Jr, Jeremy Barlow et Jan Duursema, dessins de Manuel Garcia, Jan  Duursema, Greg Tocchini et Adriana Melo, 2005  (ISBN 2-84789-873-5)
- Star Wars - Rébellion, Delcourt, collection Contrebande

2. Échos du passé, scénario de Thomas Andrews, dessins d'Adriana Melo et Michel Lacombe, 2007  (ISBN 978-2-7560-0915-5)
- Witchblade, Delcourt, collection Contrebande

6. Renaissance, scénario de Ron Marz, dessins d'Adriana Melo, 2012  (ISBN 978-2-7560-3254-2)

### Publications en anglais
- The Amazing Spider-Man, Marvel Comics

607. Long term arrangement part 2, scénario de Joe Kelly, dessins d'Adriana Melo et Mike McKone, 2009
- The Amazing Spider-Man Presents: Jackpot, scénario de Mateo Guerrero, Marvel Comics

3. Jackpot part 3, dessins d'Adriana Melo, 2010
- Birds of Prey, DC Comics

2. Endrun part 2 : the rage of the white canary, scénario de Gail Simone, dessins d'Adriana Melo et Ed Benes, 2010
3. Endrun part 3 : whistling past the grastones, scénario de Gail Simone, dessins d'Adriana Melo et Ed Benes, 2010
4. Endrun part 4 : impact fracture, scénario de Gail Simone, dessins d'Adriana Melo et Ed Benes, 2010
5. Two nights in Bangkok, scénario de Gail Simone, dessins d'Adriana Melo, 2010
6. Two nights in bangkok part 2 : hearts of pain, life of war, scénario de Gail Simone, dessins d'Adriana Melo, 2010
14. War and remembrance part 1, scénario de Marc Andreyko, dessins d'Adriana Melo, 2011
15. War and remembrance part 2, scénario de Marc Andreyko, dessins d'Adriana Melo, 2011
Perfect pitch, scénario de Gail Simone, dessins de Paulo Siqueira, Eddy Barrows, Adriana Melo, Joe Bennett, David López et Joe Prado, 2007
- Catwoman, scénario d'Ann Nocenti (tome 0.) et Judd Winick (tomes suivants), DC Comics

0. Zip me up, dessins d'Adriana Melo, 2012
7. But there's no harm taking a good hard look, dessins d'Adriana Melo, 2012
8. I'm good at getting people to do what I need them to do, dessins d'Adriana Melo, 2012
11. I'm just refilling my coffers, dessins d'Adriana Melo, 2012
12. It's nice to have someone I can rely on, dessins d'Adriana Melo, 2012
- Emma Frost, scénario de Karl Bollers, Marvel Comics

13. Bloom part 1, dessins d'Adriana Melo, 2004
- Green Lantern: The Sinestro Corps War, scénario de Geoff Johns, dessins d'Adriana Melo, Mike McKone, Joe Prado, Pete Woods, Ethan Van Sciver, Jerry Ordway et Dave Gibbons, DC Comics, 2009  (ISBN 1-401-22326-5)
- Witchblade, Top Cow Comics

Death and birth, scénario de Ron Marz, dessins d'Adriana Melo et Mike Choi, 2008